# دهه ۱۰۰۰ (پیش از میلاد)

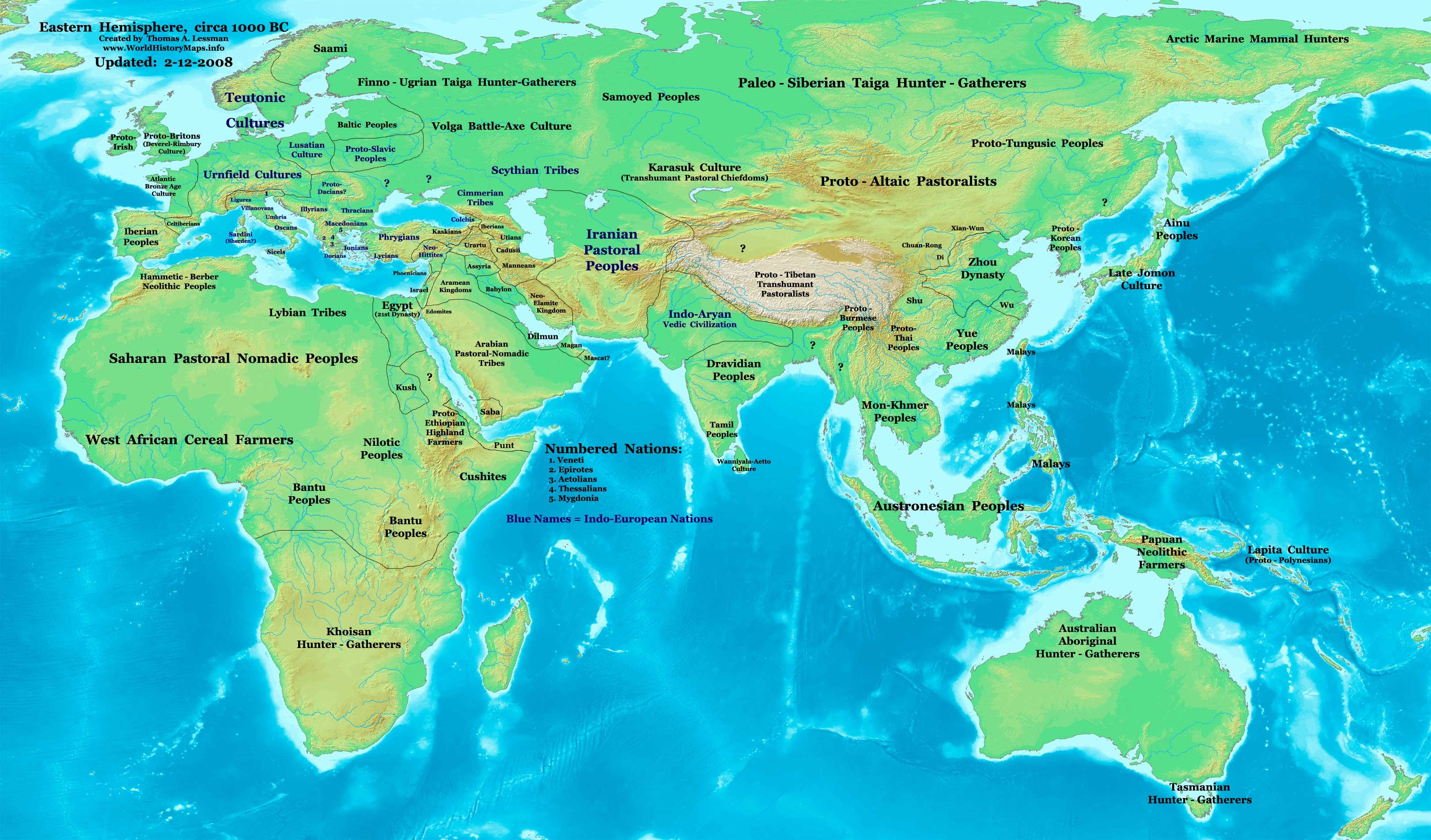
ملیت ها و امپراطوری ها در دهه 1000

دهه ۱۰۰۰ (پیش از میلاد) صدمین دهه قبل از مبدا شروع تقویم میلادی است.